# Силвер Спринг (Мериленд)
Силвер Спринг (енгл. Silver Spring) насељено је место без административног статуса у америчкој савезној држави Мериленд.

## Демографија
По попису из 2010. године број становника је 71.452, што је 5.088 (-6,6%) становника мање него 2000. године.
| Група             | 2000.          | 2010.          |
| Белци             | 29.617 (38,7%) | 25.702 (36,0%) |
| Афроамериканци    | 21.482 (28,1%) | 19.879 (27,8%) |
| Азијати           | 6.293 (8,2%)   | 5.637 (7,9%)   |
| Хиспаноамериканци | 17.004 (22,2%) | 18.759 (26,3%) |
| Укупно            | 76.540         | 71.452         |